# 꾀돌이 삼총사
꾀돌이 삼총사는 1950년 중반, 일본 NHK 라디오에서 방송되고 있던 라디오 드라마를 원작으로 만든 애니메이션으로 원제는 얀보우 닌보우 톤보우(일본어: ヤンボウ ニンボウ トンボウ)이다.
1950년 당시에는 일본의 라디오 드라마 역사상 최초로 성인 여자가 아이의 목소리를 연기한 프로그램이란 점과 당시 일본에 떠오르는 샛별이자 "창가의 토토"라는 책으로 잘 알려진 쿠로야나기 테츠코(黒柳徹子)가 처음으로 주연을 맡은 프로그램이라는 점에 화제를 불러일으키며 인기를 모은 라디오 드라마였다.
이후 45년 뒤인 1995년, NHK에서 라디오 드라마를 TV 애니메이션으로 만들어 그 해 4월부터 방영하였으나 그다지 인기를 모으지는 못했다.
대한민국에서는 이듬해인 1996년에 서울방송을 통해 방영되었고, 이후 투니버스, 대교방송, 복지TV에서 재방송을 해주었다.

## 등장 인물
성우는 한국/일본 순.
용이(얀보우)
성우 - 이선호/후쿠시마 오리네
하얀 원숭이 삼형제의 첫째, 운동신경이 좋고, 잔꾀가 많으며, 책임감이 강하고, 용감하며, 동생들이 위기에 처하면 지체없이 동생들을 구하러 온다.
팡이(닌보우)
성우 - 이선주/이쿠라 카즈에
하얀 원숭이 삼형제의 둘째, 원숭이지만 나무타기를 잘 못하지만 힘이 세고 의리감이 강하다. 먹을 것에 사족을 못쓰는 먹보라서 용이와 팡이가 고생을 한다.
짱이(톤보우)
성우 - 이현선/카나이 미카
하얀 원숭이 삼형제의 막내, 여린 마음을 가진 귀여운 소년이다. 나이가 어리다 보니 악당들에 의해 많은 위험에 처하지만, 반대로 형들이 위기에 처하면 형들을 구해주는 모습도 간혹 보여준다.
제비 아줌마(릴)
성우 - 한 케이코/안경진
하얀 원숭이 삼형제에게 부모님의 편지를 전달해주는 메신저 역할을 한다.
여우 남자
성우 - 치바 시게루
3형제로부터 「거짓말쟁이 여우」라고 부르고 있다. 이곳저곳을 돌아다니며, 물건을 팔러다니는 잡상인, 하얀 원숭이 삼형제의 앞 길을 가로막으려 하지만 도리어 삼형제에게 번번히 당한다.
부엉이 아저씨(フクロウおじさん)
성우 - 오오키 타미오
제6화부터 등장.
까마귀(토마토)
성우 - 니시무라 치나미
까마귀 여자아이. 제5화부터 등장. 왠지 붉은 것에 동경하고, 자신의 이름을 토마토로 했다. 수다쟁이에, 잘난 척을 많이 한다.
호랑이 대장
성우 - 겐타 텟쇼
근육 호랑이
성우 - 야나다 키요유키
바비
성우 - 타카다 유미
바비의 아빠
성우 - 나카하라 시게루
에리프
성우 - 에바라 마사시
유명한 「사막의 패트롤」의 라이온.
얀보우들의 아빠
성우 - 우가키 히데나리
얀보우들이 먼저 서쪽 나라에 출발해 엄마와 재회해, 아들들이 오는 것을 기다리고 있다.
얀보우들의 엄마
성우 - 한 케이코

## 방영 리스트
| 화수 | 부제                                                                | 그림 콘티         | 연출            | 작화 감독         | 방송일         |
| ---- | ------------------------------------------------------------------- | ----------------- | --------------- | ----------------- | -------------- |
| 1    | 가자! 서쪽 나라로(いざ!西の国へ)                                    | 아오키 유조       | 津田義三        | はしもとかつみ    | 1995年4月5日   |
| 2    | 늑대따윈 무섭진 않아!(狼なんかこわくない!)                          | のだてせいいち    | 岡崎幸男        | 野館誠一          | 1995年4月12日  |
| 3    | 여우 남자를 조심!(キツネ男のご用心!)                                | 히구치 마사카즈   | 히구치 마사카즈 | 香川浩            | 1995年4月19日  |
| 4    | 위험! 근육 호랑이는 곧 화내다(危険!キン肉虎はすぐ怒る)              | 코시 시게오       | 코시 시게오     | 오쿠무라 요시아키 | 1995年4月26日  |
| 5    | 사막의 폭주! 돼지 왕자의 대 레이스(砂漠の爆走!ブタの王子の大レース) | 칸베 마모루       | 칸베 마모루     | 宇田川一彦        | 1995年5月3日   |
| 6    | 화산섬으로의 탈출(火山島からの脱出)                                 | 日下部光雄        | 日下部光雄      | 飯村一夫          | 1995年5月10日  |
| 7    | 여우 남자는 돈을 좋아해(キツネ男は金がスキ)                         | 岡崎幸男          | 津田義三        | 飯野皓            | 1995年5月17日  |
| 8    | 고양이 공주님의 무지개 꽃(猫姫さまの虹の花)                         | 狭山太郎          | 狭山太郎        | 香川浩            | 1995年5月24日  |
| 9    | 형제 싸움은, 손해뿐(兄弟ゲンカは、損ばかり)                         | 코시 시게오       | 코시 시게오     | 오쿠무라 요시아키 | 1995年5月31日  |
| 10   | 공포! 주술이 달을 지운다(恐怖!おまじないが月を消す)                 | 칸베 마모루       | 칸베 마모루     | 宇田川一彦        | 1995年6月7日   |
| 11   | 서둘러! 얀보우(急げ!ヤンボウ)                                       | 日下部光雄        | 日下部光雄      | 飯村一夫          | 1995年6月14日  |
| 12   | 놀이 좋아! 왕자님의 대모험(遊び大好き!王子さまの大冒険)             | 津田義三          | 津田義三        | 飯野皓            | 1995年6月21日  |
| 13   | 상속자가 된 톤보우(跡継ぎにされたトンボウ)                          | 矢沢則夫          | 矢沢則夫        | 香川浩            | 1995年6月28日  |
| 14   | 海賊オバさんは、太りすぎ!                                           | 아오키 유조       | 아오키 유조     | 아오키 유조       | 1995年7月5日   |
| 15   | カルタ言葉は、舌をかむ!                                             | 칸베 마모루       | 칸베 마모루     | 宇田川一彦        | 1995年7月12日  |
| 16   | 예쁜 꽃에는 어금니가 있다!(きれいな花には、牙がある!)               | 日下部光雄        | 日下部光雄      | 飯村一夫          | 1995年7月19日  |
| 17   | キラキラめがねは、大きらい!?                                        | 津田義三          | 津田義三        | はしもとかつみ    | 1995年7月26日  |
| 18   | 芸術は、チンプンカンなのだ!                                         | 狭山太郎          | 狭山太郎        | 香川浩            | 1995年8月2日   |
| 19   | ホラ吹き少年は、知っている                                          | 日下部光雄        | 山崎友正        | 飯野皓            | 1995年8月9日   |
| 20   | 対決!200年目の大勝負                                                | 칸베 마모루       | 成田歳法        | 小野ひろみ        | 1995年8月16日  |
| 21   | 砂漠のお城は、ワナだらけ                                            | 日下部光雄        | 日下部光雄      | 飯村一夫          | 1995年8月23日  |
| 22   | カラスのスープは、美味しいぞ!?                                      | 矢沢則夫          | 矢沢則夫        | 香川浩            | 1995年8月30日  |
| 23   | 愛は山火事に勝つ!                                                   | 津田義三          | 津田義三        | はしもとかつみ    | 1995年9月6日   |
| 24   | 盗賊をやっつけろ!激辛大作戦                                         | 칸베 마모루       | 成田歳法        | 小野ひろみ        | 1995年9月13日  |
| 25   | 톤보우의 혼자 여행(トンボウのひとり旅)                              | 日下部光雄        | 日下部光雄      | 飯村一夫          | 1995年9月27日  |
| 26   | 이상한 숲의不思議な森の迷子たち                                     | 奥田誠治          | 山崎友正        | 飯野皓            | 1995年10月4日  |
| 27   | 에엣!? 닌보우가 둘이 있어(ええッ!?ニンボウがふたりいる)             | 狭山太郎          | 狭山太郎        | 香川浩            | 1995年10月11日 |
| 28   | 龍に乗ったヤンボウたち!                                             | 奥田誠治          | 山崎友正        | 飯野皓            | 1995年10月18日 |
| 29   | 離れ小島のさびしン坊                                                | 津田義三          | 津田義三        | はしもとかつみ    | 1995年10月25日 |
| 30   | 유리 성의 약한 왕자(カラスの城のよわむし王子)                       | 平田敏夫          | 成田歳法        | 小野ひろみ        | 1995年11月1日  |
| 31   | 얀보우, 하늘을 날다!(ヤンボウ、空を飛ぶ!)                           | 日下部光雄        | 日下部光雄      | 飯村一夫          | 1995年11月8日  |
| 32   | 꿈을 찾은 보물(夢が見つけた宝物)                                    | 矢沢則夫          | 矢沢則夫        | 香川浩            | 1995年11月15日 |
| 33   | 하얀 원숭이 마을은 대핀치!(白ザル村は大ピンチ!)                     | 奥田誠治          | 山崎友正        | 飯野皓            | 1995年11月22日 |
| 34   | 대미혹! 왕님의 높~~은 탑(大迷惑!王様の高～～い塔)                   | 칸베 마모루       | 津田義三        | はしもとかつみ    | 1995年11月29日 |
| 35   | 함정에 빠진 명의(ワナにはまった名医さん)                            | 川田武範          | 成田歳法        | 小野ひろみ        | 1995年12月6日  |
| 36   | 대사막! 오아시스의 신부(大砂漠!オアシスの花嫁)                      | 日下部光雄        | 日下部光雄      | 飯村一夫          | 1995年12月13日 |
| 37   | 울지마! 히말라야의 설남(泣くな!ヒマラヤの雪男)                      | 狭山太郎          | 狭山太郎        | 香川浩            | 1995年12月20日 |
| 38   | 호랑이 대장 대역습!(トラの隊長大逆襲!)                              | 奥田誠治          | 山崎友正        | 飯野皓            | 1996年1月10日  |
| 39   | 동경하는 대지, 서쪽 나라(あこがれの大地、西の国)                    | 이시야마 타카아키 | 兜史朗          | はしもとかつみ    | 1996年1月24日  |